# Etheostoma radiosum
Etheostoma radiosum es una especie de peces de la familia Percidae en el orden de los Perciformes.

## Morfología
Los machos pueden llegar alcanzar los 8,5 cm de longitud total.

## Distribución geográfica
Se encuentran en Norteamérica: Arkansas y Oklahoma.  